# Озолимнос
Озо̀лимнос или Озолѝмни (на гръцки: Οζόλιμνος, Οζολίμνη) е малко крайбрежно блато в Егейска Македония, Гърция. Блатото е обявено за защитена влажна зона (хидробиотоп).

## Описание
Блатото е разположено на южния бряг на полуостров Света гора. Представлява крайбрежна зона с площ от около 500 декара, която е сезонно наводнена. Мястото се споменава като Озолимнос още през X век. Произходът на името е от όζουσα λίμνη, тоест „вонящо езеро“. Блатото дълги години пречи на село Ксиропотамо да се развива, защото мястото е поразено от малария. В 1975 година блатото е засипано с пясък и днес е доминирано от халофилна растителност - предимно папур и тръстика.